# Brigitte Lebaan

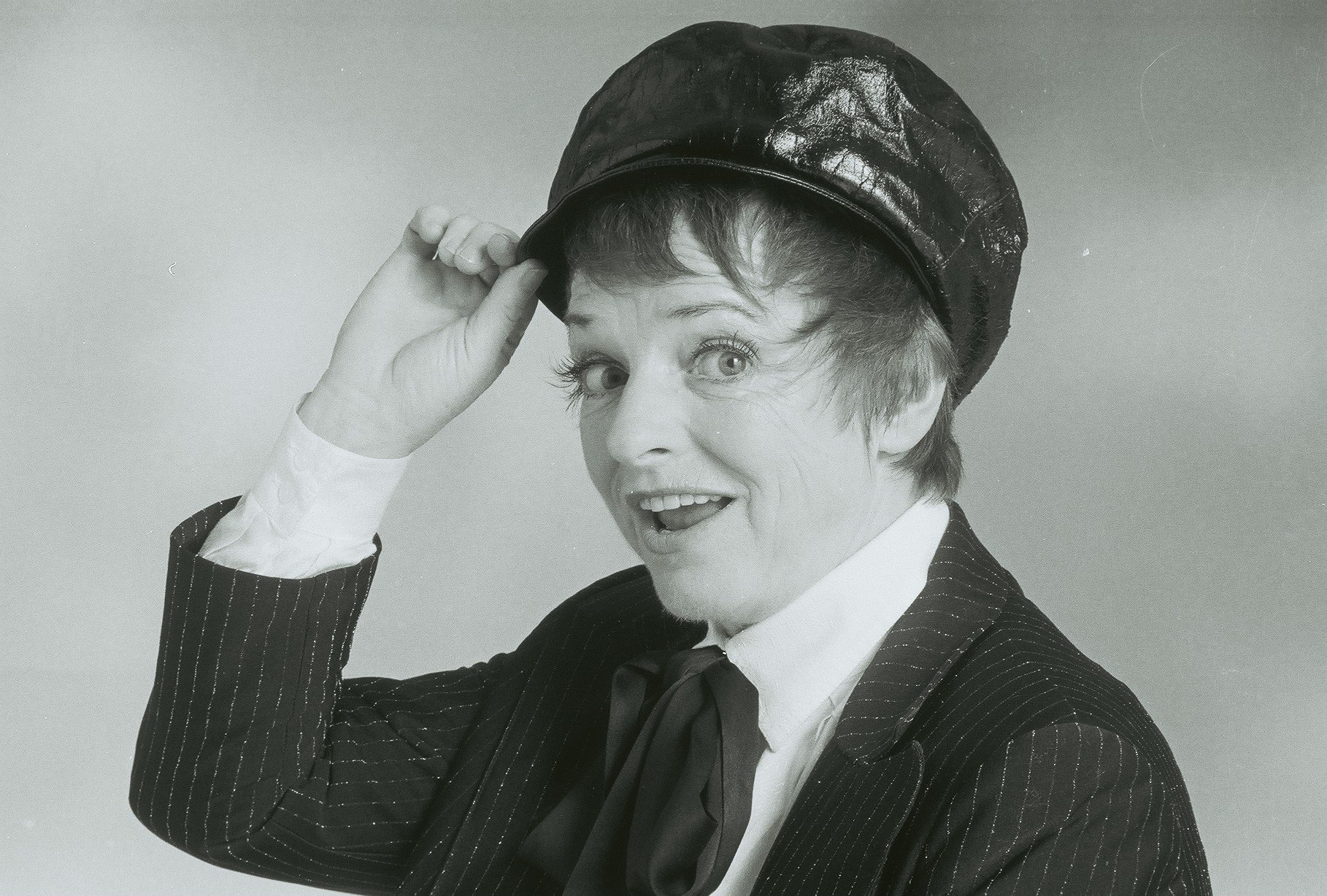
Brigitte Lebaan

Brigitte Lebaan, geb. Lebahn, (* 9. September 1926 in Liebemühl, Ostpreußen; † 20. November 1988 in Essen) war eine deutsche Schauspielerin und Diseuse.

## Leben
Brigitte Lebaan wuchs auf in Ostpreußen und legte kurz nach dem Krieg ihr Abitur ab. Bei Hans Günther von Klöden absolvierte sie ihre Ausbildung an der Schauspielschule Hannover und wurde am dortigen Schauspielhaus engagiert.

### Werdegang
Von Hannover wechselte sie zu Erich Schumacher an die Städtischen Bühnen in Essen und blieb diesem Haus bis 1985 treu. Anfangs war Lebaan dort als jugendliche Naive engagiert, wuchs dann jedoch immer mehr in Charakterrollen hinein. In der deutschen Erstaufführung von Peter Weiss Bühnenstück Die Versicherung im Jahre 1971 spielte sie unter der Regie von Hans Neuenfels die führende Rolle der Erna. Zu den Höhepunkten ihrer Laufbahn als Schauspielerin gehörten Rollen von Gerhart Hauptmann, wie die der Frau John in den Ratten (1977, Regie: Henri Hohenemser) und die der Mutter Wolffen im Biberpelz (1981).
Als Chansonnette erwarb sich Brigitte Lebaan im ganzen deutschen Sprachraum höchste Anerkennung mit vielfältigen Programmen, die sie teilweise mit Alfons Nowacki erarbeitete. 1974 trat sie im Düsseldorfer Kom(m)ödchen mit dem Programm „Die Menschen sind lustige Leute, ha, ha!“ auf. 1987 zeigte das ZDF sie in dem Programm „Des Wahnsinns kesse Leute“ der Berliner Wühlmäuse. Beachtung erfuhren ihre Darbietungen der Lieder Claire Waldoffs.

### Privates
Brigitte Lebaan war die älteste Tochter des Zahnarztes Werner Lebahn. Ihrer Ehe mit dem Regisseur Jochen Thau entstammen die Söhne Martin Thau und Oliver Thau (Produzent der Filme Urban Explorer und The Captain of Nakara). Sie starb 1988 im Alter von 62 Jahren und wurde auf dem Parkfriedhof Essen beigesetzt.

## Diskografie
- Der abenteuerliche Simplicissimus Teutsch, als Simplicissimus' zweite Frau, Gretl; WDR Hörspiel 1963, ISBN 978-3866049437[6]
- „Haut“ von Roald Dahl, WDR Hörspiel 1965
- Adele, Adele, das Gold in deiner Kehle, Pintenballaden von Fritz Graßhoff, Musik: Alfons Nowacki, 1976 Baedeker BAE2501[7]

1. Kleine Banditenballade
2. Rosshaar zerschnitten
3. Meine Frau will mich vergiften
4. Wartesaalballade
5. Speisen bildet
6. Interview
7. Wurfsendung
8. Ole Pinelle

- Wenn Sie mich fragen, mit Alfons Nowacki, Texte: Liselotte Rauner, Erl.: Reinhard Hippen, 1978 pläne  S44501[8]

1. Die alte Qualität
2. Wenn Sie mich fragen
3. Der Clochard
4. Lieferanten oder Die geheimen Verführer
5. Nebelwetter
6. Illustrierten-Song
7. Großstadtliebe
8. Liebesbrief oder Betriebstagebuch
9. Verlustanzeige
10. Kulturhüter der Kulturgüter
11. Diogenes
12. Lustig ist das Soldatenleben
13. Eiszeit

- Brigitte Lebaan singt Claire Waldoff – Live aus dem Mainzer Unterhaus, mit Michael Carleton (Piano), Erich Schellow, Kate Kühl, Gerd Vespermann, 1986 Rillenschlange 8601; auch als ZDF Fernsehaufzeichnung

1. Wer schmeißt denn da mit Lehm? (Waldoff/Paul Ortmann)
2. Warum soll’ er nich’ mit ihr …? (Walter Mendelssohn)
3. ... hat die Kabutschke zu mir gesagt (unbekannt)
4. Nutt-Nutt-Nutt (Walter Mendelssohn)
5. Vier Stationen (Musik: Erich Einegg, Text: Claire Waldoff)
6. Mein Paulchen is’ weg (Musik: Otto Stransky, Text: Felix Josky)
7. Wegen Emil seine unanständ’ge Lust (Musik: Paul Strasser, Text: Julian Arendt)
8. Herrmann heest' er (Walter Mendelssohn)
9. Familie Jänseklein (Musik: Erich Einegg, Text: Erich Kersten)
10. Ach Jott, wat sind die Männer dumm! (Willi Kollo)
11. Raus mit den Männern ...! (Friedrich Hollaender)
12. Ich kann um zehne nicht nach Hause gehn (Musik: Claus Clauberg, Text: Erich Kersten)
13. Zillelied (Musik: Willi Kollo, Text: Hans Pflanzer)
14. Der Hund (unbekannt)
15. Die Dame mit‘n Avec (Musik: unbekannt, Text: Kurt Tucholsky)
16. Warum liebt der Wladimir jerade mir? (Musik: Hans May; Text: Robert Gilbert)

- Die zersägte Dame, mit Alfons Nowacki, 1983 Stadt Essen[9]

1. Die zersägte Dame (Text und Musik: Friedrich Hollaender)
2. Tun und Testen (Text: Fritz Graßhoff, Musik: Alfons Nowacki)
3. Wo kommen die Löcher im Käse her (Kurt Tucholsky)
4. Ein Kind schreit (Text: Walter Mehring, Musik: Alfons Nowacki)
5. Inventar (Text: Jacques Prévert, deutsch: Kurt Kusenberg, Musik: Alfons Nowacki)
6. Ein Neandertaler (Text und Musik: Günter Neumann)
7. Sind Sie eine Persönlichkeit? (Text: Kurt Tucholsky, Musik: Alfons Nowacki)
8. Die Notbremse (Text und Musik: Friedrich Hollaender)
9. Die Birnbaum-Rhapsodie (Text: Rudolf Nelson, Musik nach Franz Liszt)

## Fernsehaufzeichnung
- Paul Foster: Elisabeth Eins, Brigitte Lebaan in der Rolle der Hexe Pata Sola und der Katharina von Medici. Regie: Liviu Ciulei